# أسكليبيون
أسكليبيون أو هياكل أسكليبيون أو معابد أسقليبيوس (بالليونانية القديمة: Ἀσκληπιεῖον) (باللهجة الدوريكية: Ἀσκλαπιεῖον) (باللاتينية: aesculapīum) اسم يُطلق على عدد من المعابد التي كان يُحج إليها بقصد الاستشفاء في العصر اليوناني القديم، وخلال العصر الهلنستي والروماني القديم. وتشير المصادر إلى أن أسقليبيوس - أول طبيب نصف إله في الأساطير اليونانية - كان أوّل من بنى هذا المعبد، وكرسه له يداوي فيه المرضى. وقيل أن أسقليبيوس كان طبيبًا ماهرًا لدرجة أنه تمكن حتى من إحياء الموتى. لذلك، وفقًا لهذه الأساطير التي حيكت حول قدراته الشفائية العظيمة، فقد قصد الحجاج هيكله والهياكل التي بينت باسمه وعلى شرفه، يتدفقون من أجل البحث عن الشفاء الروحي والجسدي. وحسبما ورد حول تاريخ الهيكل الرئيس، الواقع في جزيرة كوس اليونانية، موطن أبقراط، فقد كان الأخير يستخدم هذا المكان ليداوي مرضاه.